# Свідок обвинувачення (фільм)
«Свідок обвинувачення» (англ. Witness for the Prosecution) — телевізійний фільм-драма 1982 року.

## Сюжет
Сер Вілфред, який нещодавно переніс серцевий напад, лондонський адвокат відомий тим що вмієм вигравати абсолютно безнадійні справи. Він береться врятувати від шибениці Леонарда Воула, якого звинувачують у вбивстві заможної вдови. Всі докази проти нього, крім показів люблячої дружини Крістіни.

## У ролях
| Актор           | Роль                |
| --------------- | ------------------- |
| Ральф Річардсон | сер Вілфред Робартс |
| Дебора Керр     | медсестра Плімсолл  |
| Бо Бріджес      | Леонард Воуле       |
| Дональд Плезенс | містер Майерс       |
| Венді Хіллер    | Джанет Маккензі     |
| Діана Рігг      | Крістін Воуле       |
| Девід Ленгтон   | Мейх'ю              |
| Річард Вернон   | Броган-Мур          |
| Пітер Салліс    | Картер              |
| Майкл Гоф       | суддя               |